# Armando Lambruschini
Armando Lambruschini (Buenos Aires, 15 giugno 1924 – Buenos Aires, 15 agosto 2004) è stato un ammiraglio argentino.
Ufficiale della Armada de la República Argentina, nel settembre 1978 assunse la carica di comandante in capo della marina militare. Fece parte con un ruolo dirigente delle giunte militari che instaurarono un oppressivo regime autoritario nel paese sudamericano dal 1976 al 1983, il cosiddetto Processo di Riorganizzazione Nazionale.

## Biografia
Dopo aver compiuto gli studi secondari nel 1942 è entrato nella Escuela Naval Militar uscendone nel 1946 con il grado di guardiamarina. Durante il suo servizio è stato imbarcaro sulla corazzata Moreno e ha comandato con il grado di Capitano di fregata il cacciatorpediniere Espora e dopo essere stato capo del servizio operazioni della Flota de Mar, con il grado di Capitano di Vascello tra il 1971 e il 1972 è stato al comando l'incrociatore General Belgrano.
Nel 1973 venne promosso contrammiraglio e nel 1975 viceammiraglio e cominato Capo di stato maggiore della Armada e in tale incarico si adoperò per un ammodernamento della marina argentina, recandosi una prima volta in Germania per stipulare i contratti con la Thyssen per la realizzazione dei sottomarini TR-1700, due dei quali da realizzare negli stabilimenti Nordseewerke di Emden e altri quattro da costruire su licenza in Argentina, ma di questi solamente di due venne solamente avviata la costruzione poi sospesa per motivi economici; Lambruschini si recò poi nuovamente in Germania per stipulare un accordo con i cantieri Blohm und Voss di Amburgo per la realizzazione in Germania delle fregate MEKO 360H2 e, su licenza in Argentina, delle corvette MEKO 140.

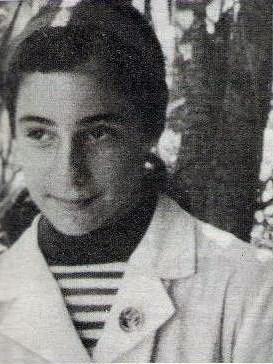
Paula Lambruschini

Il 1º agosto 1978 la figlia Paula, di 15 anni, venne uccisa a Buenos Aires in seguito all'esplosione di una bomba collocata nei pressi della sua abitazione dall'organizzazione guerrigliera Montoneros. Nell'attentato persero la vita oltre alla figlia di Lambruschini, una vicina di 82 anni, Margarita Obarrio de Villa, e uno dei custodi della casa, mentre un altro riportò gravi ferite; il giorno dopo si registrò la morte di un altro vicino, Ricardo Álvarez, a causa delle gravi ferite prodotte dall'attentato. La bomba era stata collocata in un appartamento vuoto in fase di ristrutturazione, confinante con l'abitazione dell'ammiraglio su una parete adiacente alla camera della ragazza. Nei giorni precedenti l'attentato due uomini spacciandosi come poliziotti avevano insistito per visitare l'appartamento con il pretesto di cercare della droga che sarebbe stata nascosta dai precedenti inquilini. L'esplosione distrusse i primi quattro piani dell'edificio, causando danni ingenti anche agli edifici vicini, mentre altri un poco più lontani riportarono la rottura di vetri e porte.
Il 15 settembre 1978 venne promosso ammiraglio, assumendo la carica di Comandante in capo della Armada Argentina, succedendo in tale carica all'ammiraglio Massera, giurando quel giorno davanti al congresso come componente giunta militare presieduta dal generale Videla e composta dal teniente general Viola e dal brigadier general Agosti, quest'ultimo, ritiratosi dal servizio, venne sostituito a partire dal 26 gennaio 1979 dal brigadier generale Omar Graffigna. Nel dicembre del 1978 Lambruschini fu uno dei personaggi chiave nel conflitto del Beagle, quando le forze militari di Argentina e Cile furono sul punto si affrontarsi. Lambruschini mediante diversi viaggi all'estero cercò di stringere alleanze in favore della giunta militare. In seguito al ritiro dal servizio venne avvicendato, l'11 settembre 1981, al comando della Armada Argentina dall'allora viceammiraglio Jorge Anaya. Tra i componenti della giunta militare fu tra coloro che più si pronunciarono per una soluzione politica alla situazione nazionale di allora.
Nel 1985 venne processato dalla Giustizia civile insieme ad altri esponenti delle prime tre giunte militari che a partire dal 1976 avevano governato l'Argentina e viene condannato il 9 dicembre dello stesso anno a 8 anni di carcere per privazione illegittima di libertà e torture. Lambruschini impedì ai suoi avvocati di utilizzare l'assassinio di sua figlia Paula come argomento in sua difesa dalle gravi accuse che gli venivano mosse riguardo al suo ruolo svolto durante la guerra sucia, affermando durante il processo: "Il mio onore era salvo prima di questo processo e resterà salvo anche in caso di condanna". Lambruschini scontò solo due terzi della sua pena, beneficiando nel 1990 dell'indulto concesso da Carlos Menem, presidente argentino allora in carica; tale provvedimento di cui beneficiarono tutti i componenti delle giunte militari condannati per gli stessi reati per cui era stato condannato Lambruschini, venne giudicato incostituzionale nel 2007 dalla Cámara Federal.
Nel 1994 venne condannato unitamente a Massera e al governo argentino, da parte del giudice Oscar Garzón Funes, ad indennizzare con 1.000.000 di pesos Daniel Tarnopolsky, la cui intera famiglia era sparita dopo essere stata sequestrata e portata alla ESMA.
Nel 1996 Lambruschini venne nuovamente giudicato per le accuse di genocidio, terrorismo e torture da parte dal giudice spagnolo Baltasar Garzón.
Nel 1997 Lambruschini venne imputato dalla giustizia italiana e giuducato in contumacia. Avendo Lambruschini superato ormai 70 anni di età ha potuto beneficiare degli arresti domiciliari.